# Ганин, Андрей Владиславович
Андре́й Владисла́вович Га́нин (род. 7 октября 1981, Москва) — российский историк, исследователь военно-политической истории России и сопредельных государств, офицерского корпуса русской армии, истории Генерального штаба и казачества конца XIX — первой четверти XX веков. Доктор исторических наук. Член авторского коллектива Большой российской энциклопедии.

## Биография
Родился 7 октября 1981 года в Москве в семье преподавателей, кандидатов технических наук.
С 2000 года ведёт личный сайт, посвящённый военной истории России начала XX века. С 2002 — член редакционной коллегии и редактор казачьего отдела исторического альманаха «Белая Гвардия» (Москва).
В 2003 году окончил исторический факультет МГУ имени М. В. Ломоносова, там же закончил аспирантуру в 2006 году. В 2003—2008 годы — ведущий специалист, 2007—2008 годы — заместитель генерального директора Международного института генеалогических исследований.
В 2006 году в МГУ имени М. В. Ломоносова под научным руководством О. Р. Айрапетова защитил диссертацию на соискание учёной степени кандидата исторических наук по теме «Оренбургское казачье войско в конце XIX — начале XX вв. (1891—1917 гг.)».
В 2013 году в Северном (Арктическом) федеральном университете имени М. В. Ломоносова защитил диссертацию на соискание учёной степени доктора исторических наук по теме «Кадры Генерального штаба в период Гражданской войны в России». Научный консультант — заслуженный деятель науки РФ Э. М. Щагин.
Сфера научных интересов: военная история России; история русского офицерского корпуса; история Красной армии; история антибольшевистского движения; корпус офицеров Генерального штаба в конце XIX — первой половине XX веков; история казачества конца XIX — первой половины XX веков.
Руководитель семинара по истории России на факультете иностранных языков МГУ (2006—2011).

Редактор отдела военной истории российского исторического иллюстрированного журнала «Родина» (с 2006), ведущий редактор ряда специальных номеров.
С 2011 года — старший научный сотрудник, с 2016 года — ведущий научный сотрудник Института славяноведения РАН.

С 2025 года — ведущий научный сотрудник Института региональных исторических исследований Национального исследовательского университета «Высшая школа экономики».
Член Бюро Ассоциации исследователей Гражданской войны в России (с 2012).
Автор и ведущий сетевого научного проекта «Александр Ильич Дутов. Биография» (с 2006).
Член Научного совета Российского государственного военно-исторического архива.
Член редакционной коллегии многотомного международного юбилейного проекта «Россия в Великой войне и Революции, 1914—1922» (Russia’s Great War and Revolution, 1914—1922).
Член редакционной коллегии 12-го тома («Гражданская война в России. 1917—1922 годы») «Истории России» в 20 томах.
Член редакционного совета журнала исторических исследований «Территория».
Член редколлегии журнала «Известия Лаборатории древних технологий» (Иркутск).
Работал в федеральных, региональных и ведомственных архивах 15 стран, включая архивы спецслужб. Принимал участие в более, чем 100 международных и межрегиональных научных конференциях и форумах.

## Награды
- Постановлением Президиума Российской академии наук № 24 от 17 февраля 2015 г. по итогам конкурса 2014 г. за монографию «„Мозг армии“ в период „Русской Смуты“» (М.: «Русский путь», 2013) А. В. Ганин награждён медалью РАН с премией для молодых учёных[5].
- Монографии «Закат Николаевской военной академии 1914—1922» и «Мозг армии» в период «Русской Смуты» награждены национальной премией «Лучшие книги и издательства года — 2015»[6][7].

## Научная деятельность
Автор более 750 научных публикаций по различным проблемам военной истории России конца XIX — начала XX века, в том числе 18 монографий, 2 биографических справочников, 6 томов публикаций исторических источников. Впервые ввел в научный оборот архивные документы о более чем 7200 офицерах русской армии. Научные труды переведены на английский, болгарский, латышский, польский, сербский, украинский и финский языки.
В работах 2000—2008 годов проследил развитие Оренбургского казачьего войска с 90-х годов XIX века по период Гражданской войны и эмиграции (включая события Русско-японской, Первой мировой и Гражданской войн, Первой русской революции, революций 1917 года, жизнь в мирное время), подготовил первое монографическое исследование о жизни и деятельности атамана А. И. Дутова и судьбе возглавленного им движения, показав роль и место Дутова в ряду лидеров Белого движения в общероссийском масштабе. В результате исследований были сделаны выводы об особенностях процесса естественно-исторического расказачивания на Южном Урале, трансформации войскового сословия на протяжении трёх десятилетий, введены в научный оборот многие ранее неизвестные документы и материалы федеральных и региональных архивов, составлена база данных по офицерскому корпусу Оренбургского казачьего войска, вошедшая в подготовленный совместно с оренбургским историком В. Г. Семёновым биографический справочник.
Параллельно с исследованиями по истории казачества вёл разработку проблематики, связанной с историей русского офицерского корпуса конца XIX — первой четверти XX века, историей военной элиты и кадров Генерального штаба в эпоху Первой мировой и Гражданской войны. С 2007 г. это направление исследований стало приоритетным. В 2006—2009 годах на основе анализа комплексов учётной документации кадров Генерального штаба всех сторон Гражданской войны в России (красных, белых, представителей национальных государств) составил базу данных. Обработка информационного массива позволила установить точное соотношение выпускников Николаевской военной академии в противоборствующих лагерях, в том числе с учётом факторов плена и дезертирства, принадлежности к различным категориям выпуска, а также сделать важные выводы об особенностях кадровой политики сторон. Эти материалы были включены в биографический справочник «Корпус офицеров Генерального штаба в годы Гражданской войны 1917—1922 годов: Справочные материалы». Введённые в научный оборот статистические данные существенно отличались от известных ранее. В 2009—2016 годах база данных была дополнена материалами ряда отечественных и зарубежных архивов, последующий пересчёт подтвердил ранее сделанные выводы о соотношении кадров.
Предметом специальных монографических исследований в 2012—2016 годах стали подготовка кадров Генерального штаба и последний период существования Николаевской военной академии в 1914—1922 годах, служба военспецов-генштабистов в Красной армии, биографии отдельных представителей военной элиты (И. Г. Пехливанов, В. И. Селивачёв). Проведённые исследования позволили реконструировать прежде неизвестную канву событий и прийти к важным выводам относительно политической роли личного состава Военной академии в Гражданскую войну, кадровой политики сторон Гражданской войны, ряда боевых операций (операции на Южном фронте в августе — сентябре 1919 г., бои под Псковом в феврале-марте 1918 г.).
В работах 2017—2021 гг. продолжено изучение роли офицерского корпуса в формировании и укреплении противоборствующих сторон Гражданской войны. Подготовлены комментированные научные публикации значимых исторических источников по этой теме, среди которых неизвестное окончание «Дневника» барона А. П. Будберга о Гражданской войне на Дальнем Востоке, отрывки из воспоминаний полковника Е. Э. Месснера о Белом движении на Юге России, воспоминания профессора Военной академии М. А. Иностранцева о революции и Гражданской войне, тюремный дневник генерала А. Е. Эверта, письма Б. В. Савинкова на белый Юг, доклад перебежчика полковника В. В. Котомина белому командованию о состоянии Красной армии, доклад полковника И. М. Зайцева о подпольной работе в Туркестане, дневник и воспоминания генерала С. А. Щепихина о Сибирском Ледяном походе и пребывании каппелевцев в Забайкалье в 1920 г., воспоминания белого агента в Красной армии бывшего генерала А. Л. Носовича, воспоминания красного командарма-перебежчика Н. Д. Всеволодова, воспоминания генерала П. С. Махрова, дневник штабс-капитана В. М. Цейтлина, документы следствия по делу о сторонниках генерала Л. Г. Корнилова на Юго-Западном фронте и другие. Продолжалось изучение истории антибольшевистского подполья в Советской России, биографические исследования (в частности, обнаружены и опубликованы документы о службе у белых будущего Маршала Советского Союза Л. А. Говорова, подготовлено первое монографическое исследование жизни и деятельности генерала Я. А. Слащева-Крымского «Белый генерал и красный военспец Яков Слащев-Крымский»; монография о генерале Народно-освободительной армии Югославии Федоре Махине (на сербском языке)), изучение проблематики красного и белого террора, репрессий в отношении бывших офицеров в СССР. Исследования увенчалось изданием монографий — «Семь „почему“ российской Гражданской войны» (два издания), «Русский офицерский корпус в годы Гражданской войны. Противостояние командных кадров. 1917—1922 гг.» (два издания), «Измена командармов. Представители высшего командного состава Красной армии, перешедшие на сторону противника в годы Гражданской войны в России 1917—1922 гг.». Книга «Русский офицерский корпус в годы Гражданской войны» стала первым основанным на документах всех противоборствующих сторон (красных, белых, представителей национальных государств) обобщающим исследованием участия офицерства в Гражданской войне.
В 2022 г. увидели свет книги «Военспецы» (15 развернутых биографических очерков о бывших офицерах, стоявших у истоков создания Красной армии), «50 офицеров» (сборник кратких биографий офицеров, служивших у красных, у белых, в национальных армиях, а также менявших лагеря или оказавшихся жертвами террора), сборник воспоминаний и документов «Южная армия Восточного фронта адмирала Колчака», а также монография «Белый агент при Сталине. Жизнь и борьба генерала Носовича».
В 2023 г. издана двухтомная монография «Кадры Генерального штаба в период Гражданской войны в России 1917—1922 гг.», в основе которой документы 53 архивов 14 стран. Работа посвящена комплексному исследованию роли военной элиты — специалистов Генерального штаба (прежде всего, выпускников Николаевской военной академии) в событиях Гражданской войны в России 1917—1922 гг. В книге на основе широкого круга документальных материалов, в большинстве своем впервые вводимых в научный оборот, сформулирована концепция участия дореволюционной военной элиты — кадров Генерального штаба в Гражданской войне, рассматриваются сложные процессы вовлечения генштабистов в революцию, раскол Генерального штаба, роль этих специалистов в создании и укреплении противоборствующих армий — Красной, белых и национальных, участие в политической борьбе, в работе подпольных организаций, проявления корпоративной солидарности, поведенческие стратегии, включая переходы из одного лагеря в другой, подготовка новых кадров Генштаба, а также последствия втягивания военной элиты в братоубийственную войну.
В 2024 г. подготовлена академическая публикация воспоминаний начальника штаба Восточного фронта белых генерала С. А. Щепихина о Белом движении на Востоке России в 1918—1920 гг.
В 2025 г. вышла книга «Академический зигзаг» об истории участия Военной академии в событиях Первой мировой и Гражданской войн.

## Публикации
Монографии
- Черногорец на русской службе: генерал Бакич. — М.: Русский путь, 2004. — 240 с., ил., ISBN 5-85887-200-X.
- Атаман А. И. Дутов. М., 2006.
- Накануне катастрофы. Оренбургское казачье войско в конце XIX — начале XX в. М., 2008.
- Црногорац у служби Русије: генерал Бакић. 2 исправљено и допуњено издање. Никшић, 2009. 288 с.: ил. (на сербском языке).
- Последние дни генерала Селивачёва. М., 2012.
- «Мозг армии» в период «Русской Смуты»: Статьи и документы. М., 2013.
- Българинът защитил Русия. Съдбата на Йордан Пехливанов. София: Милена-принт, 2014. 114 с.: ил. (на болгарском языке).
- Закат Николаевской военной академии 1914—1922. М.: Книжница, 2014. 768 с.: ил.[8]
- Повседневная жизнь генштабистов при Ленине и Троцком. М., 2016. 680 с.: ил.; 2-е изд., испр. М., 2017.
- Семь «почему» российской Гражданской войны. М.: Пятый Рим (ООО «Бестселлер»), 2018. 864 с.: ил.
- Офицерский корпус в годы Гражданской войны в России. 1917—1922 гг. М.: Старая Басманная, 2018. 272 с.
- Русский офицерский корпус в годы Гражданской войны. Противостояние командных кадров. 1917—1922 гг. М.: Центрполиграф, 2019. 320 с.: ил.
- Измена командармов. Представители высшего командного состава Красной армии, перешедшие на сторону противника в годы Гражданской войны в России 1917—1922 гг. М.: Пятый Рим (ООО «Бестселлер»), 2020. 800 с.: ил.
- Белый генерал и красный военспец Яков Слащев-Крымский М.: Фонд «Русские Витязи», 2021. — 256 с. (Ратное дело)
- Свој међу туђима и туђ међу својима. Судбина руског официра и jугословенског генерала Фjодора Махина. Београд: Еволута, 2021. 448 с.
- Военспецы. Очерки о бывших офицерах, стоявших у истоков Красной армии. М.: Кучково поле, 2022. 768 с.: ил.
- 50 офицеров. Герои, антигерои и жертвы на историческом переломе 1917—1922 гг. М.: Кучково поле Музеон; Издательский центр «Воевода», 2022. 704 с.
- Белый агент при Сталине. Жизнь и борьба генерала Носовича. М.: Кучково поле Музеон, 2022. 560 с.: ил.
- Кадры Генерального штаба в период Гражданской войны в России 1917—1922 гг. М.: Кучково поле Музеон, 2023. Т. 1. 1000 с.; Т. 2. 968 с.
- Академический зигзаг. Главное военно-учебное заведение старой России в эпоху войн и революций. М.: Новое литературное обозрение, 2025. 480 с.

Биографические справочники
- Офицерский корпус Оренбургского казачьего войска. 1891—1945. Биографический справочник. М., 2007 (в соавт. с оренбургским историком В. Г. Семёновым).
- Корпус офицеров Генерального штаба в годы Гражданской войны 1917—1922 гг.: Справочные материалы. М.: Русский путь, 2009. — 896 с., ил. ISBN 978-5-85887-301-3.

Публикации исторических источников
- Иностранцев М. А. Воспоминания. Конец империи, революция и начало большевизма. Под ред. А. В. Ганина. М.: Кучково поле; издательский центр «Воевода», 2017. 928 с.
- Щепихин С. А. Сибирский Ледяной поход. Воспоминания. Под ред. А. В. Ганина. М., 2020. 512 с.: ил.
- Носович А. Л. Белый агент в Красной армии: воспоминания, документы, статьи. Под ред. А. В. Ганина. М.; СПб.: Нестор-История, 2021. 576 с.: ил.
- Цейтлин В. М. Дневник штабс-капитана. 1914—1918 / под ред. А. В. Ганина; подгот. текста, вступ. статья, комментарии, приложения А. В. Ганина. — М. : Фонд «Связь Эпох» ; Издательский центр «Воевода», 2021. — 352 с.
- Южная армия Восточного фронта адмирала Колчака: Воспоминания, документы и материалы / Под ред. А. В. Ганина. М.: Нестор-История, 2022. 480 с.: ил.
- Щепихин С. А. Воспоминания 1918—1920 гг. / под ред. А. В. Ганина; подгот. текста, вступ. ст., примеч., приложения А. В. Ганина. Москва: Фонд «Связь Эпох», 2024. 976 с.

Некоторые статьи
- Генерал-майор И. Г. Акулинин // Белая армия. Белое дело. Исторический научно-популярный альманах. — Екатеринбург, 2000. — № 8. — С. 85—91.
- Оренбургские казаки и чехословаки на Урале летом 1918 года. Публ. А. В. Ганина // Белая армия. Белое дело. Исторический научно-популярный альманах. — Екатеринбург. 2002. — № 11. — С. 19—27.
- Бакич Андрей (Андро) Степанович // Челябинская область. Энциклопедия. Гл. ред. К. Н. Бочкарев. Т. 1. А—Г. — Челябинск: Каменный пояс, 2003. — С. 261—262.
- Попытка свержения атамана А. И. Дутова в Оренбурге в декабре 1918 г. // История белой Сибири: Материалы 5-й международной научной конференции 4-5 февраля 2003 г. Кемерово. — Кемерово: Кузбассвузиздат, 2003. — С. 151—154.
- Заговор против атамана Дутова в воспоминаниях очевидцев // Археография Южного Урала. Материалы Третьей Межрегиональной научно-практической конференции 30 сентября 2003 года. — Уфа: Информреклама. 2003. — С. 27—36.
- О роли офицеров Генерального штаба в гражданской войне // Вопросы истории. 2004. — № 6. — С. 98—111.
- Шестой побег генерала Зайцева // Родина: Российский исторический иллюстрированный журнал. 2005. — № 3. — С. 28—32.
- Александр Ильич Дутов // Вопросы истории. 2005. — № 9. — С. 56—84;
- Судьба Генерального штаба полковника Ф. Е. Махина // Военно-исторический журнал. 2006. — № 6. — С. 54—58.
- Оренбургское казачье войско в Гражданской войне и в эмиграции. 1917—1945 гг. // Военно-исторический журнал. 2006. — № 8. — С. 25—30
- Враздробь, или почему Колчак не дошёл до Волги? // Родина. — 2008. — № 3. — С. 63—74.
- Каппель, Владимир Оскарович : [арх. 19 октября 2022] // Канцелярия конфискации — Киргизы. — М. : Большая российская энциклопедия, 2009. — (Большая российская энциклопедия : [в 35 т.] / гл. ред. Ю. С. Осипов ; 2004—2017, т. 13). — ISBN 978-5-85270-344-6.
- «Измена и предательство повлечёт арест семьи…» Заложничество семей военспецов — реальность или миф? // Родина. 2010. — № 6. — С. 70—75
- «Помнят псы-атаманы, помнят польские паны…» Почему побеждала Красная армия? // Родина. 2011. — № 2. — С. 12—27.
- Советская военная разведка в Грузии в 1920—1921 годах. Миссия Павла Сытина // Государственное управление. Электронный вестник. 2014. — № 43. Апрель. — С. 207—251.
- Материальное положение и повседневность специалистов Генерального штаба в Гражданскую войну 1917—1922 гг. // Военно-исторические исследования в Поволжье. Сб. науч. трудов. Вып. 10. — Саратов, 2014. — С. 43—91.
- Роль специалистов Генерального штаба в победе Красной армии в Гражданской войне 1917—1922 гг. // Военно-исторический журнал. 2013. — № 10. — С. 10—17.
- Военные специалисты в Красной армии // История в подробностях. 2013. — № 12 (42). — С. 60—69.
- Генштабисты украинских армий 1917—1920 годов в Советской России и СССР после Гражданской войны (1920—1945 годы) // Славяноведение. 2013. — № 5. — С. 93—104.
- Генштабисты антибольшевистских армий в красном плену. 1917—1922 гг. // Вопросы истории. 2013. — № 8. — С. 3—32.
- Заговор моряков Селигеро-Волжской флотилии // Морской сборник. 2013. — № 2 (1991). — С. 71—82.
- «Штаб разделился на два враждебных лагеря…» Дело об «измене» в штабе Северного фронта // Военно-исторический журнал. 2012. — № 12. — С. 28—31.
- Михаил Антонович Дорман: генерал и его «дело» // Новый исторический вестник. 2012. — № 2 (32). — С. 84—100.
- Последние дни генерала Селивачева: неизвестные страницы Гражданской войны на Юге России // Величие и язвы Российской империи: Международный научный сборник к 50-летию О. Р. Айрапетова. — М., 2012. — С. 411—505.
- Раскол Генерального штаба // Дилетант. 2012. — № 5. Май. — С. 12—15.
- Новые материалы об атамане А. И. Дутове // «Атаманщина» и «партизанщина» в Гражданской войне: идеология, военное участие, кадры. Сборник статей и материалов. Сост. и науч. ред. А. В. Посадский. — М., 2015. — С. 100—219.
- Становление Красной армии во взаимоотношениях её первых руководителей: М. Д. Бонч-Бруевич, И. И. Вацетис и С. С. Каменев // Альманах Ассоциации исследователей Гражданской войны в России. Вып. 2. Архангельск, 2015. — С. 59—111.
- Подготовка кадров Генерального штаба в украинских воинских формированиях в 1917—1939 гг. // Русский сборник: Исследования по истории России. Т. XVIII. — М., 2015. — С. 488—561.
- Между красными и белыми. Крым в годы революции и Гражданской войны (1917—1920) // История Крыма. — М., 2015. — С. 283—329.
- Свои среди чужих, чужие среди своих // Родина. 2015. — № 8. — С. 48—53.
- Workers and Peasants Red Army ‘General Staff Personalities’ Defecting to the Enemy Side in 1918—1921 // The Journal of Slavic Military Studies. 2013. Vol. 26. Issue 2. pp. 259—309.
- Белые страницы биографии Маршала Советского Союза Л. А. Говорова // Омский научный вестник. Серия: Общество. История. Современность. 2018. — № 4. — С. 10—14.
- Генерал Йохан Лайдонер: шесть бесед с агентом НКВД. Апрель 1941 г. // Журнал российских и восточноевропейских исторических исследований. 2019. № 2 (17). С. 200—240.
- «Лошадей наших ветром качало…» Воспоминания полковника М. Ф. Воротовова о борьбе оренбургских казаков с красными в 1918—1922 гг. // Журнал российских и восточноевропейских исторических исследований. 2020. — № 1 (20). — С. 222—281.
- Генерал Ф. Е. Махин в годы Второй мировой войны в Югославии // Славяноведение. 2021. № 3. С. 20-35.
- Образ белогвардейского агента генерала Носовича в повести А. Н. Толстого «Хлеб» // Studia Litterarum. 2021. Т. 6, № 3. С. 394—407.
- Useful Enemy: General Nosovich in the ‘Memory Wars’ // Revolutionary Russia. 2022. Vol. 35, Issue 1. P. 49-71.
- Дело «Приволжской шпионской организации». 1919 г. // Омский научный вестник. Сер. Общество. История. Современность. 2023. Т. 8, № 4. С. 5-12.
- «Честно пойти общей дорогой туда, куда влекут… жизненные потребности страны». История тайных переговоров красных и белых о сдаче Русской армии генерала П. Н. Врангеля в Крыму осенью 1920 г. // Вопросы истории стран Центральной и Юго-Восточной Европы в XIX—XXI вв. Отв. ред. А. А. Силкин. М.; Белград, 2023 (Шемякинские чтения. Вып. 2). С. 136—164.
- «Публика кричала, чтобы меня немедленно расстрелять…» Командарм Харченко между красными и белыми // Исторический вестник. 2024. Т. 47. С. 236—269.
- Заговор инженера Н. П. Алексеева в Царицыне в августе 1918 г.: реальность или миф? // Исторический вестник. 2024. Т. 47. С. 270—317.
- Политическое самосознание пленных белых генштабистов по материалам советских анкет начала 1920-х гг. // Известия Уральского федерального университета. Сер. 2: Гуманитарные науки. 2024. Т. 26, № 1. С. 89-102.
- «Многие… пытались говорить по-украински». Украина 1917—1919 гг. в воспоминаниях генерала В. В. Буняковского // Славянский альманах. 2024. № 1-2. С. 29-54.
- Белые формирования в Польше и попытка срыва Генуэзской конференции в 1922 году // Славяноведение. 2024. № 1. С. 31-38.
- «Постепенно произошел перелом, и появилась мысль, не окончить ли вооруженную борьбу». Полковник Н. Ф. Соколовский между красными и белыми // Славянский мир в третьем тысячелетии. 2024. Т. 19. № 1-2. С. 42-53.
- «Горя так много…». Военный ученый А. Е. Снесарев и репрессии начала 1930-х гг. // Исторический вестник. — 2025. — Т. LI. — С. 190—251.